# Asier Polo
Asier Polo Bilbao (Bilbao, 1971) es un violonchelista español. Ha realizado grabaciones en sellos como RTVE, Marco Polo, Claves, Naxos y IBS.
Estudió con E. Pascu, M. Kliegel, e I. Moniguetti de la Escuela Superior de Música Reina Sofía, Colonia y Basilea. Al poco tiempo de comenzar sus estudios ganó el primer premio de violonchelo así como de música de cámara en la versión española de los concursos de Juventudes Musicales (1987 y 1989).
En España ha tocado con la mayoría de las orquestas, incluyendo una gira sudamericana con la ONE bajó la dirección de Frühbeck de Burgos. Así mismo, tocó con otras orquestas internacionales como la Orquesta Nacional de Burdeos y la Orquesta de la Ópera de Niza, entre muchas otras. También se ha presentado en festivales nacionales e internacionales.
Ha tocado con algunos de los más importantes artistas de su época como Alfredo Kraus, el Cuarteto Janáček o Gérard Caussé. Con Alfredo Kraus colaboró como solista durante los últimos años de su vida.
Es compañero habitual de la pianista de Legazpi Marta Zabaleta y Eldar Nebolsin.
Desde 2019 es Professor de la Scuola  universitaria del Conservatorio de Lugano (Suiza), y toca un violonchelo Francesco Rugieri (Cremona,1689) cedido por la Fundación Santander.
Premios:
- “Ojo Crítico” de Radio Nacional (2002)
- Premio Fundación C.E.O.E. a la interpretación Musical (2004)
- Premio Nacional de Música (2019)[1]